# Behåll min själ från dag till dag
Behåll min själ från dag till dag är en psalm med text av okänd person och musik av William J. Kirkpatrick. Texten översattes till svenska 1914 av Carl Hedeen.

## Publicerad i
- Segertoner 1988 som nr 596 under rubriken "Efterföljd – helgelse".[1]